# Кыз-Моло
Кыз-Моло (кирг. Кыз-Моло) — село в Московском районе Чуйской области Кыргызстана. Административный центр и единственный населённый пункт Целинного айылного аймака.

## География
Село расположено в западной части области, на левом берегу реки Ак-Суу, на расстоянии приблизительно 21 километра (по прямой) к северу от села Беловодского, административного центра района. Абсолютная высота — 601 метр над уровнем моря.

## Население
Согласно оценочным данным Национального статистического комитета Кыргызской Республики, численность населения села на начало 2023 года составляла 1984 человека.
| год     | 2009 | 2014 | 2015 | 2020 | 2021 | 2023 |
| ------- | ---- | ---- | ---- | ---- | ---- | ---- |
| человек | 1420 | 1455 | 1547 | 1794 | 1920 | 1984 |